# Yasmin Farooq
Yasmin Suzanne Farooq (Waupun, 25 de noviembre de 1965) es una deportista estadounidense que compitió en remo como timonel.
Ganó cuatro medallas en el Campeonato Mundial de Remo entre los años 1990 y 1995.
Participó en dos Juegos Olímpicos de Verano, ocupando el sexto lugar en Barcelona 1992 y el cuarto en Atlanta 1996, en la prueba de ocho con timonel.

## Palmarés internacional
| Campeonato Mundial | Campeonato Mundial            | Campeonato Mundial | Campeonato Mundial |
| Año                | Lugar                         | Medalla            | Prueba             |
| ------------------ | ----------------------------- | ------------------ | ------------------ |
| 1990               | Tasmania (Australia)          | Medalla de plata   | Ocho con timonel   |
| 1993               | Račice (República Checa)      | Medalla de plata   | Ocho con timonel   |
| 1994               | Indianápolis (Estados Unidos) | Medalla de plata   | Ocho con timonel   |
| 1995               | Tampere (Finlandia)           | Medalla de oro     | Ocho con timonel   |